# Benoisey
Benoisey é uma comuna francesa na região administrativa da Borgonha-Franco-Condado, no departamento de Côte-d'Or. Estende-se por uma área de 5,87 km². Em 2010 a comuna tinha 110 habitantes (densidade: 18,7 hab./km²).